# Dobble
Dobble è un gioco di carte non collezionabili creato da Denis Blanchot e pubblicato da Play Factory (2009), Asmodée (2010) e Asterion Press nella versione italiana. Il numero dei giocatori può variare da 2 a 8. Il gioco è immediatamente riconoscibile dalla forma rotonda delle carte. 
Nel tempo ha vinto circa una dozzina di premi del settore.

## Regole
Si gioca con 55 carte rotonde, ognuna delle quali contiene 8 simboli disegnati, e fra due carte c'è sempre un solo simbolo in comune. Scopo del gioco è essere il più veloce possibile a trovare questo simbolo in comune, secondo meccanismi diversi per ognuna delle 5 varianti del gioco che sono state sviluppate:
- La torre infernale: i giocatori pescano tutti una carta che posano davanti a loro a faccia in giù. Il mazzo con tutte le carte viene posizionato al centro del tavolo a faccia in su. Quando comincia il gioco, i giocatori girano la propria carta. Appena un giocatore trova il simbolo in comune tra la sua carta e quella al centro, lo nomina, pesca la carta al centro e la posiziona sopra la propria. Lo scopo del gioco è di avere più carte degli altri giocatori alla fine del turno.
- Il pozzo: le carte sono distribuite a tutti i giocatori, tranne una che è posta a faccia in su al centro del tavolo. Quando comincia il gioco, i giocatori girano il loro mazzo e devono trovare il simbolo comune tra la loro prima carta e la carta al centro. Appena un giocatore lo trova, lo nomina e posiziona la sua carta sopra quella al centro, pescando quindi una nuova carta dal suo mazzo. Lo scopo del gioco è di sbarazzarsi di tutte le proprie carte il più velocemente possibile.
- La patata bollente: questo gioco si gioca in diversi turni. Ogni giocatore pesca una carta e la conserva a faccia in giù nella propria mano. Quando comincia il gioco, ogni giocatore gira la propria carta conservandola nella propria mano in maniera tale che tutti i giocatori possano vedere tutti i simboli. Appena un giocatore trova il simbolo comune tra la propria carta e quella di un altro giocatore, lo nomina e posiziona la sua carta (o il suo mazzetto di carte se ne ha già prese) nella mano dell'altro giocatore. Il giocatore che finisce con tutte le carte perde la manche. Lo scopo del gioco è di perdere meno manche degli altri giocatori.
- Prendile tutte!: anche questo gioco, come il precedente, si gioca in diversi turni. Si posiziona una carta al centro del tavolo a faccia in giù, e intorno a questa tante carte quanti sono i giocatori, a faccia in su. Quando comincia il gioco, i giocatori girano la carta centrale. Appena un giocatore trova un simbolo comune tra una carta e la carta centrale, lo nomina e prende la carta periferica (non si prende mai la carta centrale). Quando tutte le carte sono state prese, comincia un nuovo turno. Lo scopo del gioco è di avere più carte degli altri giocatori alla fine di tutte le manche.
- Il regalo avvelenato: la preparazione delle carte è uguale a quella de La torre infernale. Quando comincia il gioco, i giocatori girano le loro carte. Appena un giocatore trova un simbolo comune tra la carta di un altro giocatore e quella al centro, lo nomina, pesca la carta al centro e la posiziona sopra la carta dell'altro giocatore. Lo scopo del gioco è di avere meno carte degli altri giocatori.

## Versioni elettroniche
Il gioco è disponibile su iPhone (da giugno 2011), Facebook (settembre 2011) e su iPad (dicembre 2012, come Dobble HD).

## Altre varianti
Sono state sviluppate anche le seguenti varianti:
- Dobble Kids[2]: versione per bambini con soli 6 simboli, tutti animali.
- Dobble Corsica[3]: versione dedicata alla Corsica, con simboli tipici dell'isola e un gioco inedito chiamato "vendetta".
- Dobble Chrono[4]: versione con altre varianti (anche in solitario) e cronometro.
- Dobble Star Wars[5]: versione con personaggi di Star Wars.
- Dobble Cars[6]: versione coi personaggi di Cars.
- Dobble Beach o Waterproof[7]: versione impermeabile.
- Dobble Barbie: versione "più piccola" presente nella calza Kinder Mega del 2025 tematizzata Barbie.
- Dobble Minions: versione "più piccola" presente nella calza Kinder Mega del 2025 tematizzata Minions.
- Dobble McDonald's: versione "più piccola" presente negli Happy Meal durante marzo 2024 nei McDonald's Italiani.

1. ↑  (EN)  Spot it! su BoardGameGeek
2. ↑   Asmodee Italia - Dobble Kids, su asmodee.it. URL consultato il 13 maggio 2018.
3. ↑  (FR)  Dobble Corsica Archiviato il 29 agosto 2017 in Internet Archive. sul sito della Asmodée
4. ↑  (EN) Board Game Review: Dobble Chrono | TheGamingReview.com, su thegamingreview.com. URL consultato il 13 maggio 2018.
5. ↑   Asmodee Italia - Dobble Star Wars, su asmodee.it. URL consultato il 13 maggio 2018.
6. ↑   Asmodee Italia - Dobble Cars, su asmodee.it. URL consultato il 13 maggio 2018.
7. ↑   Asmodee Italia - Dobble Beach, su asmodee.it. URL consultato il 13 maggio 2018.

- Gioco di carte